# Nicolás Francés

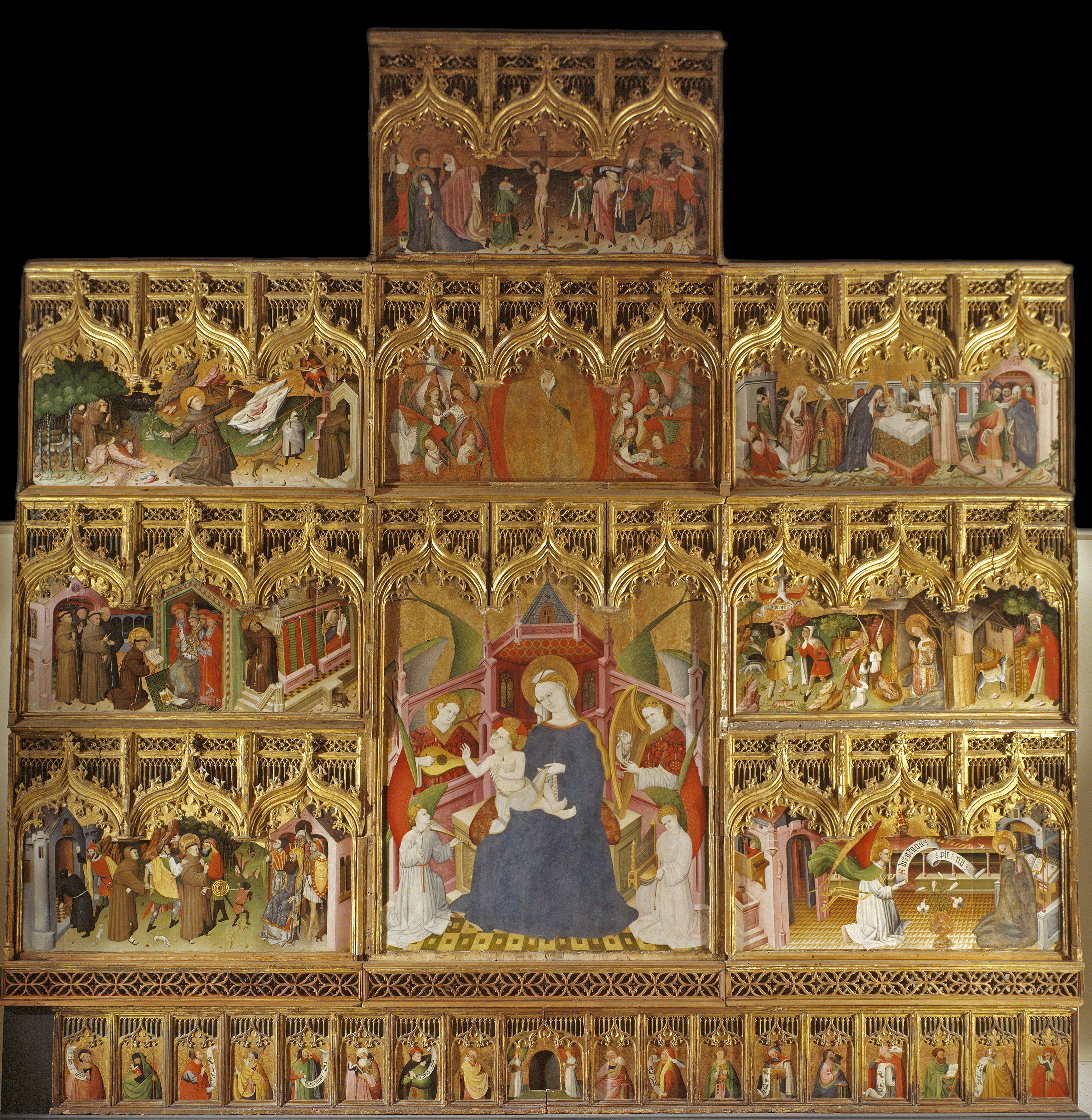
Retaule de la vida de la Verge i de sant Francesc, cap a 1445-1460, tremp i oli sobre taula, Madrid, Museu del Prado.

Nicolás Francès (fl 1434 — 1468) va ser un pintor i miniaturista d'estil gòtic internacional actiu a Lleó on va treballar de forma continuada al servei del seu capítol catedralici.

## Biografia i obra
D'origen borgonyó, està documentat a Lleó des d'abans de 1434 i fins a maig de 1468, data de la seva mort. En la crònica del pas honrós que sobre el pont del riu Órbigo va sostenir el cavaller Suero de Quiñones es troba la primera notícia que ens ha arribat del «Maestre Nicolao Francès», a qui la crònica anomena pintor del retaule «ric» de l'església de Santa Maria de la Regla, catedral de Lleó, el qual estaria conclòs ja en les dates del desafiament, quinze dies abans i quinze després del 25 de juliol de 1434. Un any després consta que tenia fixada la seva residència juntament amb la seva esposa Juana Martínez al carrer dels Cardiles, en una casa propietat del capítol, en la qual segons la visita que se li va fer el 1461 el pintor havia executat importants obres d'ampliació. Tenia cuina amb celler, corral, pou, estable i paller, potser per tenir propietats agrícoles, encara que el portal, que tenia obligació de reparar una conveïna, es trobava en estat de ruïna.
Del vell retaule de la catedral lleonesa, format per més d'un centenar de taules, desmantellat després de ser substituït el 1740 per un altre retaule barroc, tan sols subsisteixen cinc de les divuit escenes principals, embotides en l'actual retaule neomudèjar, i una vintena de les taules menors que ocupaven les entrecarrers, reutilitzades en la cadira episcopal del mateix presbiteri. Els motius representats, amb forta càrrega anecdòtica característica del pintor i continguts simbòlics, corresponen a escenes de les vides de Sant Froilán, bisbe de Lleó, i de la Mare de Déu, amb la invenció del cos de Santiago a l'àtic. Són també característics els vius colors que animen les taules, tractant-se segons Sánchez Cantón del primer pintor a manejar la tècnica de pintura a l'oli a Castella, després del pas per ella de Jan van Eyck, encara que en rigor es tracta d'una pintura al tremp amb veladures a l'oli.
De forma continuada va treballar al servei del capítol com consta en un document de 1445, on es deia d'ell que s'havia fet molt necessari per a l'obra catedralícia. En 1452 el capítol catedralici li va encomanar la pintura als peus del temple d'un mural del Judici Final, destruït al començament del segle xix a causa dels nus que contenia. En la seva preparació va viatjar a Salamanca per estudiar el fresc del Judici pintat pocs anys abans per Nicolás Delli en la Catedral Vellade Salamanca. El 1459 va començar la decoració del claustre, contractada deu anys abans, per la qual va realitzar un cicle de trenta-una pintures murals amb temes evangèlics, de les quals han arribat vint-i-nou en deficient estat de conservació. Els llibres de Fàbrica i de Rendes de la catedral documenten uns moltes altres encàrrecs de naturalesa diversa, des de proporcionar els cartrons per a la realització dels vitralls de la capella de Sant Fabià i Sant Sebastià (actualment de Santa Teresa), d'on també li corresponen les pintures murals datades el 1459, el daurat dels orgues, la neteja d'una talla de la Verge o la pintura d'un pendó. En la mateixa catedral se li atribueixen també les pintures del reraltar amb algunes altres pintures murals de les capelles absidals i les traces de les vidrieres de la porta de la Verge del Dau.
Es considera obra seva un Retaule de sant Jeroni propietat de la National Gallery de Dublín i les taules d'un possible retaule dedicat a San Miquel que es conserva al Museu Nacional d'Estocolm. Se li va atribuir a més, com a «obra primerenca», el retaule de la capella del comptador López de Saldaña al Monestir de Santa Clara de Tordesillas, incloent la labor de talla de fort sabor nòrdic i probablement obra importada.